# Omori Masayuki
Masayuki Omori (sinh ngày 9 tháng 11 năm 1976) là một cầu thủ bóng đá người Nhật Bản.

## Sự nghiệp câu lạc bộ
Masayuki Omori đã từng chơi cho Sanfrecce Hiroshima, Sagan Tosu và Nagoya Grampus.